# مريم، والدة يسوع (فيلم)
مريم، والدة يسوع  (بالإنجليزية: Mary, Mother of Jesus) هو فيلم دراما تلفزيوني تم إنتاجه في الولايات المتحدة وصدر في سنة 1999. الفيلم من إخراج كيفين كونور ومن بطولة كريستيان بيل.

## وصلات خارجية
- مريم، والدة يسوع على موقع IMDb (الإنجليزية)
- مريم، والدة يسوع على موقع روتن توميتوز (الإنجليزية)
- مريم، والدة يسوع على موقع نتفليكس (الإنجليزية)
- مريم، والدة يسوع على موقع فيلمافينيتي (الإسبانية)
- مريم، والدة يسوع على موقع قاعدة بيانات الأفلام السويدية (السويدية)
- مريم، والدة يسوع على موقع قاعدة بيانات الفيلم (الإنجليزية)
- مريم، والدة يسوع على موقع ليتربوكسد (الإنجليزية)
- مريم، والدة يسوع على موقع كينوبويسك (الروسية)